# Gordon Bunshaft

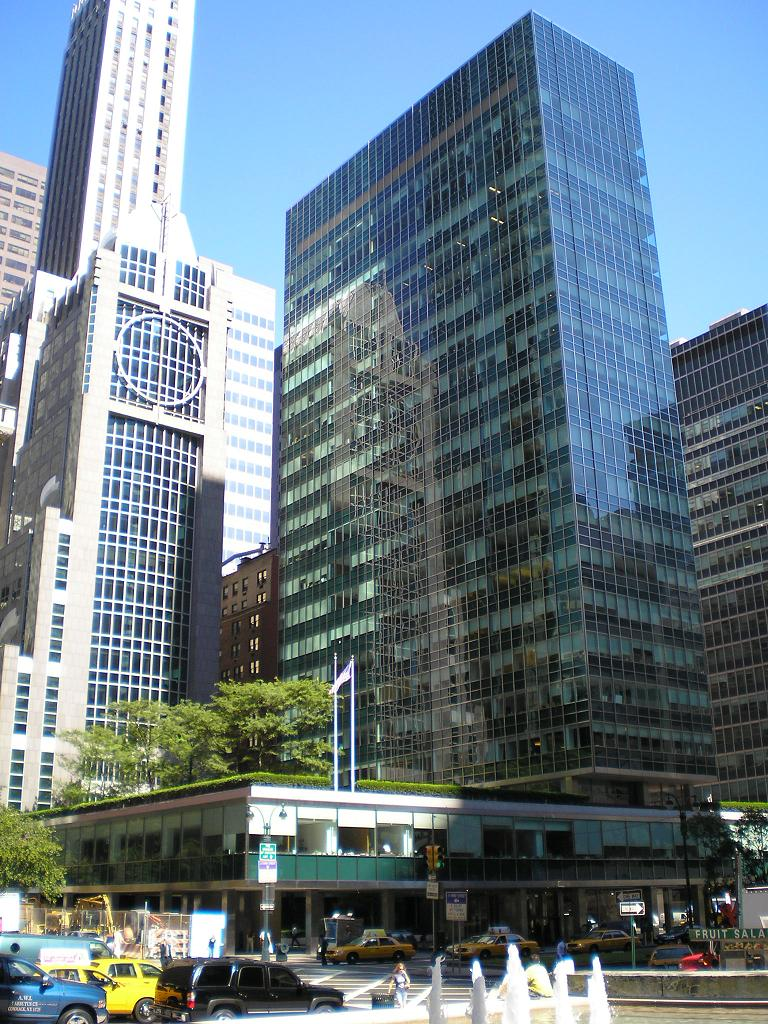
Het Lever House in New York, ontworpen door Gordon Bunshaft.

Gordon Bunshaft (Buffalo (New York), 9 mei 1909 - New York, 6 augustus 1990) was een Amerikaans architect. Hij studeerde aan het Massachusetts Institute of Technology. Daarna reisde hij door Europa en Noord-Afrika. Toen hij terugkwam in Amerika verkreeg hij de titel "the Chief Designer".
In de jaren 60 ontwierp Bunshaft de plannen voor het Marnixgebouw in Brussel voor de Bank Lambert, die later opging in de ING. Bunshaft werkte toen voor het Amerikaanse architectenbureau Skidmore, Owings and Merrill (SOM). In 1992 werd het gebouw op basis van de oude plannen uitgebreid.
Philip Johnson (1979) · Luis Barragán (1980) · James Stirling (1981) · Kevin Roche (1982) · I.M. Pei (1983) · Richard Meier (1984) · Hans Hollein (1985) · Gottfried Böhm (1986) · Kenzo Tange (1987) · Gordon Bunshaft en Oscar Niemeyer (1988) · Frank Gehry (1989) · Aldo Rossi (1990) · Robert Venturi (1991) · Álvaro Siza (1992) · Fumihiko Maki (1993) · Christian de Portzamparc (1994) · Tadao Ando (1995) · Rafael Moneo (1996) · Sverre Fehn (1997) · Renzo Piano (1998) · Norman Foster (1999) · Rem Koolhaas (2000) · Herzog & de Meuron (2001) · Glenn Murcutt (2002) · Jørn Utzon (2003) · Zaha Hadid (2004) · Thom Mayne (2005) · Paulo Mendes da Rocha (2006) · Richard Rogers (2007) · Jean Nouvel (2008) · Peter Zumthor (2009) · Kazuyo Sejima en Ryue Nishizawa (SANAA) (2010) · Eduardo Souto de Moura (2011) · Wang Shu (2012) · Toyo Ito (2013) · Shigeru Ban (2014) · Frei Otto (2015) · Alejandro Aravena (2016) · Rafael Aranda, Carme Pigem en Ramon Vilalta (RCR Arquitectes) (2017) · Balkrishna Doshi (2018) · Arata Isozaki (2019) · Grafton Architects (2020) · Anne Lacaton en Jean-Philippe Vassal (2021) · Francis Kéré (2022) · David Chipperfield (2023)
- Bibliothèque nationale de France: cb150484926 (data)
- Gemeinsame Normdatei: 119211211
- International Standard Name Identifier: 0000 0001 1449 285X
- Library of Congress Control Number: n88034401
- Nationale Bibliotheek van Israël: 987007444941505171
- Nationale Bibliotheek van Polen: a0000003374930
- Nederlandse Thesaurus van Auteursnamen: 074961470
- SNAC: w6pc3sgr
- Système universitaire de documentation: 078816378
- Union List of Artist Names: 500031232
- Virtual International Authority File: 79414699
- WorldCat: E39PBJqjY8jYj3rYgWYBGwyw4q